# Funció d'ona de Coulomb

Funció d'ona de Coulomb irregular G representada de 0 a 20 amb interaccions repulsives i atractives a Mathematica 13.1

En matemàtiques, una funció d'ona de Coulomb és una solució de l'equació d'ona de Coulomb, que porta el nom de Charles-Augustin de Coulomb. S'utilitzen per descriure el comportament de partícules carregades en un potencial de Coulomb i es poden escriure en termes de funcions hipergeomètriques confluents o funcions de Whittaker d'argument imaginari.

imatge d'un gràfic complex de la funció d'ona de Coulomb regular afegida

## Equació d'ona de Coulomb
L'equació d'ona de Coulomb per a una única partícula de massa carregada {\displaystyle m} és l'equació de Schrödinger amb potencial de Coulomb
{\displaystyle \left(-\hbar ^{2}{\frac {\nabla ^{2}}{2m}}+{\frac {Z\hbar c\alpha }{r}}\right)\psi _{\vec {k}}({\vec {r}})={\frac {\hbar ^{2}k^{2}}{2m}}\psi _{\vec {k}}({\vec {r}})\,,}
on {\displaystyle Z=Z_{1}Z_{2}} és el producte de les càrregues de la partícula i de la font de camp (en unitats de la càrrega elemental, {\displaystyle Z=-1} per a l'àtom d'hidrogen), {\displaystyle \alpha } és la constant d'estructura fina i {\displaystyle \hbar ^{2}k^{2}/(2m)} és l'energia de la partícula. La solució, que és la funció d'ona de Coulomb, es pot trobar resolent aquesta equació en coordenades parabòliques
{\displaystyle \xi =r+{\vec {r}}\cdot {\hat {k}},\quad \zeta =r-{\vec {r}}\cdot {\hat {k}}\qquad ({\hat {k}}={\vec {k}}/k)\,.}
Segons les condicions de contorn escollides, la solució té diferents formes. Dues de les solucions són
{\displaystyle \psi _{\vec {k}}^{(\pm )}({\vec {r}})=\Gamma (1\pm i\eta )e^{-\pi \eta /2}e^{i{\vec {k}}\cdot {\vec {r}}}M(\mp i\eta ,1,\pm ikr-i{\vec {k}}\cdot {\vec {r}})\,,}
on {\displaystyle M(a,b,z)\equiv {}_{1}\!F_{1}(a;b;z)} és la funció hipergeomètrica confluent, i {\displaystyle \Gamma (z)} és la funció gamma. Les dues condicions de límit utilitzades aquí són
{\displaystyle \psi _{\vec {k}}^{(\pm )}({\vec {r}})\rightarrow e^{i{\vec {k}}\cdot {\vec {r}}}\qquad ({\vec {k}}\cdot {\vec {r}}\rightarrow \pm \infty )\,,}
que corresponen {\displaystyle {\vec {k}}} -estats asimptòtics d'ona plana orientada abans o després de la seva aproximació a la font de camp a l'origen, respectivament. Les funcions {\displaystyle \psi _{\vec {k}}^{(\pm )}} estan relacionades entre si per la fórmula
{\displaystyle \psi _{\vec {k}}^{(+)}=\psi _{-{\vec {k}}}^{(-)*}\,.}

### Expansió parcial de l'ona
La funció d'ona {\displaystyle \psi _{\vec {k}}({\vec {r}})} es pot expandir en ones parcials (és a dir, respecte a la base angular) per obtenir funcions radials independents de l'angle. {\displaystyle w_{\ell }(\eta ,\rho )}. Aquí {\displaystyle \rho =kr}.
{\displaystyle \psi _{\vec {k}}({\vec {r}})={\frac {4\pi }{r}}\sum _{\ell =0}^{\infty }\sum _{m=-\ell }^{\ell }i^{\ell }w_{\ell }(\eta ,\rho )Y_{\ell }^{m}({\hat {r}})Y_{\ell }^{m\ast }({\hat {k}})\,.}
Un sol terme de l'expansió pot ser aïllat pel producte escalar amb un harmònic esfèric específic
{\displaystyle \psi _{k\ell m}({\vec {r}})=\int \psi _{\vec {k}}({\vec {r}})Y_{\ell }^{m}({\hat {k}})d{\hat {k}}=R_{k\ell }(r)Y_{\ell }^{m}({\hat {r}}),\qquad R_{k\ell }(r)=4\pi i^{\ell }w_{\ell }(\eta ,\rho )/r.}
L'equació de l'ona parcial única {\displaystyle w_{\ell }(\eta ,\rho )} es pot obtenir reescrivint el laplacià a l'equació d'ona de Coulomb en coordenades esfèriques i projectant l'equació en un harmònic esfèric específic. {\displaystyle Y_{\ell }^{m}({\hat {r}})}
{\displaystyle {\frac {d^{2}w_{\ell }}{d\rho ^{2}}}+\left(1-{\frac {2\eta }{\rho }}-{\frac {\ell (\ell +1)}{\rho ^{2}}}\right)w_{\ell }=0\,.}

Funció d'ona de Coulomb regular F representada de 0 a 20 amb interaccions repulsives i atractives a Mathematica 13.1

Les solucions també s'anomenen funcions d'ona de Coulomb (parcials) o funcions de Coulomb esfèriques. Posant {\displaystyle z=-2i\rho } canvia l'equació d'ona de Coulomb a l'equació de Whittaker, de manera que les funcions d'ona de Coulomb es poden expressar en termes de funcions de Whittaker amb arguments imaginaris {\displaystyle M_{-i\eta ,\ell +1/2}(-2i\rho )} i {\displaystyle W_{-i\eta ,\ell +1/2}(-2i\rho )}. Aquest últim es pot expressar en termes de les funcions hipergeomètriques confluents {\displaystyle M} i {\displaystyle U}. Per {\displaystyle \ell \in \mathbb {Z} }, es defineixen les solucions especials
{\displaystyle H_{\ell }^{(\pm )}(\eta ,\rho )=\mp 2i(-2)^{\ell }e^{\pi \eta /2}e^{\pm i\sigma _{\ell }}\rho ^{\ell +1}e^{\pm i\rho }U(\ell +1\pm i\eta ,2\ell +2,\mp 2i\rho )\,,}
on
{\displaystyle \sigma _{\ell }=\arg \Gamma (\ell +1+i\eta )}
s'anomena desplaçament de fase de Coulomb. També es defineixen les funcions reals
{\displaystyle F_{\ell }(\eta ,\rho )={\frac {1}{2i}}\left(H_{\ell }^{(+)}(\eta ,\rho )-H_{\ell }^{(-)}(\eta ,\rho )\right)\,,}
{\displaystyle G_{\ell }(\eta ,\rho )={\frac {1}{2}}\left(H_{\ell }^{(+)}(\eta ,\rho )+H_{\ell }^{(-)}(\eta ,\rho )\right)\,.}

## Propietats de la funció de Coulomb
Les parts radials per a un moment angular donat són ortonormals. Quan es normalitzen a l'escala del nombre d'ona (escala k), les funcions d'ona radial contínua satisfan
{\displaystyle \int _{0}^{\infty }R_{k\ell }^{\ast }(r)R_{k'\ell }(r)r^{2}dr=\delta (k-k')}
Altres normalitzacions habituals de les funcions d'ona contínua es troben a l'escala de nombre d'ona reduït ({\displaystyle k/2\pi } -escala),
{\displaystyle \int _{0}^{\infty }R_{k\ell }^{\ast }(r)R_{k'\ell }(r)r^{2}dr=2\pi \delta (k-k')\,,}
i a escala energètica
{\displaystyle \int _{0}^{\infty }R_{E\ell }^{\ast }(r)R_{E'\ell }(r)r^{2}dr=\delta (E-E')\,.}
Les funcions d'ona radial definides a la secció anterior es normalitzen a
{\displaystyle \int _{0}^{\infty }R_{k\ell }^{\ast }(r)R_{k'\ell }(r)r^{2}dr={\frac {(2\pi )^{3}}{k^{2}}}\delta (k-k')}
com a conseqüència de la normalització
{\displaystyle \int \psi _{\vec {k}}^{\ast }({\vec {r}})\psi _{{\vec {k}}'}({\vec {r}})d^{3}r=(2\pi )^{3}\delta ({\vec {k}}-{\vec {k}}')\,.}
Les funcions d'ona de Coulomb continu (o dispersió) també són ortogonals a tots els estats lligats de Coulomb
{\displaystyle \int _{0}^{\infty }R_{k\ell }^{\ast }(r)R_{n\ell }(r)r^{2}dr=0}
pel fet de ser estats propis del mateix operador hermitià (l'hamiltonià) amb valors propis diferents.